# Crucify
Crucify è una canzone scritta ed interpretata dalla cantante statunitense Tori Amos, pubblicata come quinto singolo estratto dal suo album di esordio Little Earthquakes. Il brano è diventato il singolo di maggior successo tratto dall'album, avendo raggiunto la top20 di diversi paesi, tra cui Regno Unito, Francia e Nuova Zelanda. Il testo della canzone usa la metafora della crocifissione per affrontare tematiche come il masochismo e la mancanza di auto-stima, oltre che per scagliarsi contro l'atteggiamento dei benpensanti cristiani americani.

## Composizione e testo
Il brano fu scritto da Amos durante un periodo di cambiamento, quando viveva a Los Angeles ed era reduce del fallimento del progetto Y Kant Tori Read, che fu soggetto a critiche molto aspre. La cantante ha dichiarato nel 2009 a Rolling Stone:
"Senza saperlo, dovevo scrivere. Perché non ero abituata al fallimento. Sono stata una bambina prodigio. Da bambina prodigio a "oca insulsa", penso fosse questa una delle definizioni, c'è una galassia in mezzo. (la rivista Billboard in una recensione dell'album del progetto Y Kant Tori Read aveva usato il termine, ndt)"
Il testo della canzone rispecchia la ribellione della cantante nei confronti del Cristianesimo e dei suoi dettami imposti ai credenti. La cantante è cresciuta in un ambiente fortemente religioso, dato che suo padre era un pastore. Suo padre non apprezzò il testo della canzone, né quello di brani futuri come Father Lucifer. Nel ritornello, la cantante si chiede perché ci costringiamo a crocifiggerci ("crucify"). Nella prima strofa la musicista si schiera contro il perbenismo dei religiosi e i facili giudizi verso gli altri. L'uso dell'immagine della crocifissione fu per la cantautrice un pretesto per affrontare temi come l'assenza di auto-stima, l'auto-commiserazione e il masochismo, la confusione e l'insicurezza.
Il brano si apre con un accordo calmo al pianoforte e la voce delicata e poco più che sussurrata della cantautrice, accompagnati dal battito di una percussione regolare. Il ritmo si fa progressivamente più incalzante e la voce più alta dal primo ponte che anticipa il ritornello, per poi tornare sottotono solo nella seconda strofa. La musicista ha dichiarato che nel lavorare alla canzone, un motivo ha continuato a "inseguirla" finché non ha buttato giù le note per la batteria, e da lì ha iniziato a lavorare sul testo:
"Lasciavo suonare quel motivo per ore mentre me ne stavo seduta e discutevo con me stessa su delle cose. La prima musica a essere stata inserita sul motivo fu la sezione "B", ʿI've been looking for a saviourʾ ("Stavo cercando un salvatore", ndt)... una porta si è aperta e i demoni hanno iniziato a mostrarsi".

## Video

### Lavorazione
Amos fu ispirata per l'idea del videoclip dalla sua fascinazione per la decapitazione di Anna Bolena, il battesimo, e l'importanza simbolica rivestita dall'acqua nel Cristianesimo. La cantautrice ha dichiarato di aver sempre ammirato la forza di Anna Bolena nell'essere parte di un gruppo che si divise dalla Chiesa. Riguardo all'immersione nella vasca da bagno a cui si sottopone nel video, Amos ha dichiarato:
"Cindy Palmano, la regista, ha speso molto tempo parlando con me della canzone. E quando ha presentato l'idea di una vasca da bagno, e di immergersi dentro, vestita come una donna elisabettiana... inizialmente, mi sono resa conto che avevo bisogno di ribattezzare me stessa come donna che è indipendente dalla dottrina che ero stata... diciamolo, immersa come una ragazzina che sta crescendo. Ora la cosa principale di questa scena, è che una volta immersa nel bagno, non puoi tornare indietro a essere quella donna elisabettiana. Quindi è stata davvero una liberazione. E mi sono sentita come se mi fossi emancipata dal patriarcato."
Le gemelle che Amos interpreta nel video, rappresentano delle cameriere e delle cheer-leader; la cantautrice ha voluto inserire queste figure nel video perché pensava che il personaggio di Anna Bolena avesse bisogno di cheer-leader, e affinché "religione e politica diventassero un'inchiesta con questo video". Questa scena è stata ironicamente definita dalla cantautrice come "una domenica da Super Bowl per le ragazze".
La regista Cindy Palmano ha affermato in un'intervista alla fanzine Really Deep Thoughts che, non solo il video fu rimontato successivamente per MTV e le sue esigenze da "soglia di attenzione limitata", ma che furono rigirate ulteriori scene performative, come quella in cui la cantante suona il piano, a cui lei non aveva minimamente pensato e lavorato.

### Sinossi
Il videoclip della canzone fu diretto da Cindy Palmano, che diresse anche tutti i precedenti video della cantante. La sequenza che apre il video mostra la cantante bagnata e coperta da un lenzuolo bianco che si siede contro uno sfondo nero, per poter poi iniziare a cantare il brano. La scena successiva è stata girata invece in un set completamente bianco, e vede la cantante, in un completo con pantaloni blu, suonare il pianoforte. Durante queste scene sono mostrati oggetti immersi nell'acqua come scarpe femminili e catene di ferro. Il primo ritornello si apre con una nuova sequenza in cui l'occhio della telecamera sembra spiare la cantante attraverso una fessura: in questa scena la musicista procede a una vestizione di un abito antico, completo di guanti e gorgiera. Una volta che la vestizione è stata completata, la cantante si avvicina a una vasca da bagno bianca immersa in un ambiente nero, dopo una sequenza in cui un'enorme cascata d'acqua è piombata sulla vasca. La cantante si immerge completamente vestita nella vasca durante il ponte della canzone, e negli ultimi ritornelli si esibisce completamente bagnata. Un'ultima scena girata per il video, vede la cantautrice interpretare due gemelle vestite da cameriere, che nell'ultima parte del video si moltiplicheranno e improvviseranno una coreografia da cheer-leader.

## Ricezione

### Critica
Il critico della rivista Slant Sal Cinquemani ha affermato che il pezzo è caratterizzato da "una feroce indipendenza che ha reso Amos così accattivante per i giovani."
Jay S. Jacobs, nella sua biografia dedicata alla cantante, ha definito il brano "uno splendido esempio della giovane cultura arrabbiata dei primi anni novanta che conduce ai Nirvana, al film Singles - L'amore è un gioco e ai valori politici in cambiamento dell'era Clinton".

### Pubblico
Il brano non ha avuto successo nelle classifiche statunitensi, dove è entrato solo nella classifica rock di Billboard, mentre ha scalato molte classifiche internazionali, diventando il primo singolo della cantante ad entrare in alcune di queste classifiche. Nel Regno Unito è stato il secondo singolo di Amos ad entrare nella top40 e il primo ad entrare nella top20, dove ha raggiunto la posizione numero 15. In Francia è entrato alla posizione numero 39 il 13 febbraio 1993, per poi entrare in top20 e raggiungere la posizione numero 17, passando un totale di 12 settimane in classifica. In Svezia ha raggiunto la posizione numero 16 il 30 settembre 1992.
Anche in Nuova Zelanda, come in Francia, il singolo ha raggiunto la posizione numero 17, passando 8 settimane in classifica. In Australia è entrato in classifica senza riuscire a raggiungere la top40.

## Classifiche
| Classifica (1992)                       | Posizione |
| --------------------------------------- | --------- |
| Australia                               | 83        |
| Canada                                  | 74        |
| Francia                                 | 17        |
| Germania                                | 84        |
| Irlanda                                 | 25        |
| Nuova Zelanda                           | 17        |
| Olanda                                  | 79        |
| Regno Unito                             | 15        |
| Svezia                                  | 16        |
| U.S.A. Billboard Hot Modern Rock Tracks | 22        |

## Cover
Il brano è stato interpretato dal vivo dalla cantante Sharon den Adel dei Within Temptation. La cantante francese Nolwenn Leroy ha registrato una versione della canzone, pubblicata nel 2004 come B-Side del suo singolo Inévitablement.

## Tracce
Esistono varie pubblicazioni del brano. È stato edito come singolo nel Regno Unito, mentre negli Stati Uniti è stato pubblicato come EP, è uscita anche una edizione limitata. Le 3 versioni hanno tutti i brani diversi.
L'edizione americana, pubblicata nel maggio 1992, contiene oltre a Crucify, il brano Winter in una registrazione anteriore a quella presente sull'album e ben 3 cover famose: Angie dei Rolling Stones, una versione solo voce e piano e notevolmente rallentata di Smells Like Teen Spirit dei Nirvana e Thank You dei Led Zeppelin.
L'edizione europea, pubblicata nel giugno 1992 con etichetta East West, oltre a Here. In My Head, Mary contiene 2 versioni di Crucify, quella radio edit ed un'edizione alternativa non pubblicata sull'album.

### Edizione EP (Stati Uniti)
1. Crucify (Remix) – 4:18
2. Winter – 5:41
3. Angie (Mick Jagger, Keith Richards) – 4:25
4. Smells Like Teen Spirit (Kurt Cobain, Krist Novoselic, Dave Grohl) – 3:17
5. Thank You (Robert Plant, Jimmy Page) – 3:49

### Edizione CD single (Europa) (East West A7479CD)
1. Crucify (single edit) – 4:18
2. Here. In My Head – 3:53
3. Mary – 4:27
4. Crucify (Alternate Mix) – 4:58 (stampato in origine come LP Version - nelle ristampe successive correttamente come Alternative Mix)

### Edizione limitata
1. Little Earthquakes (live) – 6:58
2. Crucify (live) – 5:19
3. Precious Things (live) – 5:03
4. Mother (live) – 6:37